# Amphitrias cynica
Amphitrias cynica är en fjärilsart som beskrevs av Edward Meyrick 1908. Amphitrias cynica ingår i släktet Amphitrias och familjen stävmalar. Inga underarter finns listade i Catalogue of Life.